# Coupe continentale d'athlétisme 2014
Navigation
Édition précédente Édition suivante
La deuxième édition de la Coupe continentale d'athlétisme s'est déroulée à Marrakech au Maroc du 13 au 14 septembre 2014, au Grand Stade de Marrakech.

## Participants
- AME : Amériques (la NACAC et CONSUDATLE)[1]
- AFR : Afrique (la Confédération africaine d'athlétisme, CAA)[2]
- APA : Asie/Pacifique (Asie, AAA et Océanie, AOA)[3]
- EUR : Europe (EAA)[4]

## Résultats

### Hommes
| 100 m | James Dasaolu (EUR) 10 s 03                                                                     | Mike Rodgers (AME) 10 s 04                                                              | Femi Ogunode (APA) 10 s 04 (PB)                                             |
| 200 m | Alonso Edward (AME) 19 s 98                                                                     | Rasheed Dwyer (AME) 19 s 98 (PB)                                                        | Femi Ogunode (APA) 20 s 17                                                  |
| 400 m | LaShawn Merritt (AME) 44 s 60                                                                   | Isaac Makwala (AFR) 44 s 84                                                             | Youssef Masrahi (APA) 45 s 03                                               |
| 800 m | Nijel Amos (AFR) 1 min 44 s 88                                                                  | Mohammed Aman (AFR) 1 min 45 s 34                                                       | Adam Kszczot (EUR) 1 min 45 s 72                                            |
| 1 500 m | Ayanleh Souleiman (AFR) 3 min 48 s 91                                                           | Asbel Kiprop (AFR) 3 min 49 s 10                                                        | Mahiedine Mekhissi-Benabbad (EUR) 3 min 49 s 53                             |
| 3 000 m | Caleb Mwangangi Ndiku (AFR) 7 min 52 s 64                                                       | Hayle İbrahimov (APA) 7 min 53 s 14                                                     | Bernard Lagat (AME) 7 min 53 s 95                                           |
| 5 000 m | Isiah Koech (AFR) 13 min 26 s 86                                                                | Zane Robertson (APA) 13 min 29 s 27                                                     | Nguse Amlosom (AFR) 13 min 31 s 31 (PB)                                     |
| 3 000 m steeple | Jairus Birech (AFR) 8 min 13 s 18                                                               | Evan Jager (AME) 8 min 14 s 08                                                          | Abubaker Ali Kamal (APA) 8 min 17 s 27 (PB)                                 |
| 110 m haies | Sergueï Choubenkov (EUR) 13 s 23                                                                | Ronnie Ash (AME) 13 s 25                                                                | William Sharman (EUR) 13 s 25                                               |
| 400 m haies | Cornel Fredericks (AFR) 48 s 34                                                                 | Kariem Hussein (EUR) 48 s 47 (PB)                                                       | Javier Culson (AME) 48 s 88                                                 |
| 4 × 100 m | Amériques Kim Collins Mike Rodgers Nesta Carter Richard Thompson 37 s 97 (PB)                   | Europe James Ellington Harry Aikines-Aryeetey Richard Kilty Christophe Lemaitre 38 s 62 | Afrique Mark Jelks Monzavous Edwards Obinna Metu Ogho-Oghene Egwero 39 s 10 |
| 4 × 400 m | Afrique Boniface Mucheru Tumuti Isaac Makwala Saviour Kombe Wayde van Niekerk 3 min 0 s 02 (PB) | Europe Conrad Williams Jakub Krzewina Donald Sanford Martyn Rooney 3 min 0 s 10         | Amérique Javier Culson Chris Brown Kim Collins LaShawn Merritt 3 min 2 s 78 |
| Saut en hauteur | Bohdan Bondarenko (EUR) 2,37 m                                                                  | Ivan Ukhov (EUR ) 2,34 m                                                                | Mutaz Essa Barshim (APA) 2,34 m                                             |
| Saut à la perche | Renaud Lavillenie (EUR) 5,80 m                                                                  | Xue Changrui (APA) 5,65 m                                                               | Mark Hollis (AME) 5,55 m                                                    |
| Saut en longueur | Ignisious Gaisah (EUR) 8,11 m                                                                   | Will Claye (AME) 7,98 m                                                                 | Zarck Visser (AFR) 7,96 m                                                   |
| Triple saut | Benjamin Compaoré (EUR) 17,48 m (PB)                                                            | Godfrey Mokoena (AFR) 17,35 m (NR)                                                      | Will Claye (AME) 17,21 m                                                    |
| Lancer du poids | David Storl (EUR) 21,55 m                                                                       | O'Dayne Richards (AME) 21,10 m                                                          | Joe Kovacs (AME) 20,87 m                                                    |
| Lancer du disque | Gerd Kanter (EUR) 64,46 m                                                                       | Jorge Fernández (AME) 62,97 m                                                           | Jason Morgan (AME) 62,70 m                                                  |
| Lancer du marteau | Krisztián Pars (EUR) 78,99 m                                                                    | Mostafa Hicham al-Gamal (AFR) 78,89 m                                                   | Paweł Fajdek (EUR) 78,05 m                                                  |
| Lancer du javelot | Ihab Abdelrahman el-Sayed (AFR) 85,44 m                                                         | Vítězslav Veselý (EUR) 83,77 m                                                          | Keshorn Walcott (AME) 83,52 m                                               |
| Records et Performances - AR : Record continental (area record) - CR : Record des championnats (championship record) - MR : Record du meeting (meet record) - NR : Record national (national record) - OR : Record olympique (olympic record) - PR : Record paralympique (paralympic record) - PB : Record personnel (personal best) - SB : Meilleure performance personnelle de la saison (season's best) - WL : Meilleure performance mondiale de l'année (world leader) - WJR : Record du monde junior (world junior record) - WR : Record du monde (world record) Circonstances et Conditions - DNF : N'a pas terminé (did not finish) - DNS : N'a pas pris le départ (did not start) - DQ : Disqualification (disqualification) - NM : Aucun essai valable enregistré (No Mark) - Q : Qualifié « directement » au prochain tour (ou à la prochaine compétition), lors d'une compétition majeure, grâce au classement ou à la réalisation des minima (automatic qualifier) - q : Qualifié au prochain tour (ou à la prochaine compétition), lors d'une compétition majeure, grâce au repêchage ou à la réalisation de l'une des meilleures performances parmi celles des « non qualifiés directement » (grâce au meilleur temps ou à la meilleure distance par exemple) (secondary qualifier) |                                                                                                 |                                                                                         |                                                                             |

### Femmes
| 100 m | Veronica Campbell-Brown (AME) 11 s 08                                                                       | Michelle-Lee Ahye (AME) 11 s 25                                                       | Dafne Schippers (EUR) 11 s 26                                                               |
| 200 m | Dafne Schippers (EUR) 22 s 28                                                                               | Joanna Atkins (AME) 22 s 53                                                           | Myriam Soumaré (EUR) 22 s 58                                                                |
| 400 m | Francena McCorory (AME) 49 s 94                                                                             | Novlene Williams-Mills (AME) 50 s 08                                                  | Libania Grenot (EUR) 50 s 60                                                                |
| 800 m | Eunice Sum (AFR) 1 min 58 s 21                                                                              | Ajee Wilson (AME) 2 min 0 s 07                                                        | Maryna Arzamasava (EUR) 2 min 0 s 31                                                        |
| 1 500 m | Sifan Hassan (EUR) 4 min 5 s 99                                                                             | Shannon Rowbury (AME) 4 min 7 s 21                                                    | Dawit Seyaum (AFR) 4 min 7 s 61                                                             |
| 3 000 m | Genzebe Dibaba (AFR) 8 min 57 s 53                                                                          | Meraf Bahta (EUR) 8 min 59 s 48                                                       | Susan Kuijken (EUR) 9 min 1 s 41                                                            |
| 5 000 m | Almaz Ayana (AFR) 15 min 33 s 32                                                                            | Joyce Chepkirui (AFR) 15 min 58 s 31 (PB)                                             | Joanne Pavey (EUR) 15 min 58 s 67                                                           |
| 3 000 m steeple | Emma Coburn (AME) 9 min 50 s 67                                                                             | Hiwot Ayalew (AFR) 9 min 51 s 59                                                      | Ruth Jebet (AFR) 9 min 55 s 24                                                              |
| 110 m haies | Dawn Harper-Nelson (AME) 12 s 47 (CR)                                                                       | Tiffany Porter (EUR) 12 s 51 (NR)                                                     | Cindy Roleder (EUR) 13 s 02                                                                 |
| 400 m haies | Kaliese Spencer (AME) 53 s 81                                                                               | Eilidh Child (EUR) 54 s 42                                                            | Kemi Adekoya (APA) 54 s 70                                                                  |
| 4 × 100 m | Amériques Tianna Bartoletta Michelle-Lee Ahye Samantha Henry-Robinson Veronica Campbell-Brown 42 s 44       | Europe Asha Philip Ashleigh Nelson Anyika Onuora Desiree Henry 42 s 98 (PB)           | Asie-Pacifique Yuki Miyazawa Mizuki Nakamura Tomoka Tsuchihashi Yuki Jimbo 45 s 40          |
| 4 × 400 m | Amériques Christine Day Francena McCorory Stephenie Ann McPherson Novlene Williams-Mills 3 min 20 s 93 (WL) | Europe Indira Terrero Małgorzata Hołub Olha Zemlyak Libania Grenot 3 min 24 s 12 (EL) | Afrique Patience Okon George Folasade Abugan Ada Benjamin Mupopo Kabange 3 min 25 s 51 (PB) |
| Saut en hauteur | Mariya Kuchina (EUR) 1,99 m                                                                                 | Chaunté Lowe (AME) 1,97 m (SB)                                                        | Ana Šimić (EUR) 1,95 m                                                                      |
| Saut à la perche | Li Ling (APA) 4,55 m                                                                                        | Angelina Zhuk-Krasnova (EUR) 4,45 m                                                   | Alana Boyd (APA) Lisa Ryzih (EUR) 4,30 m                                                    |
| Saut en longueur | Éloyse Lesueur (EUR) 6,66 m                                                                                 | Ivana Španović (EUR) 6,56 m                                                           | Tianna Bartoletta (AME) 6,45 m                                                              |
| Triple saut | Caterine Ibargüen (AME) 14,52 m                                                                             | Ekaterina Koneva (EUR) 14,27 m                                                        | Olha Saladukha (EUR) 14,26 m                                                                |
| Lancer du poids | Christina Schwanitz (EUR) 20,02 m                                                                           | Michelle Carter (AME) 19,84 m (SB)                                                    | Gong Lijiao (APA) 19,23 m                                                                   |
| Lancer du disque | Gia Lewis-Smallwood (AME) 64,55 m                                                                           | Dani Samuels (APA) 64,39 m                                                            | Sandra Perković (EUR) 62,08 m                                                               |
| Lancer du marteau | Anita Włodarczyk (EUR) 75,21 m                                                                              | Amanda Bingson (AME) 72,38 m                                                          | Martina Hrašnová (EUR) 70,47 m                                                              |
| Lancer du javelot | Barbora Špotáková (EUR) 66,52 m                                                                             | Sunette Viljoen (AFR) 63,76 m                                                         | Elizabeth Gleadle (AME) 61,38 m                                                             |
| Records et Performances - AR : Record continental (area record) - CR : Record des championnats (championship record) - MR : Record du meeting (meet record) - NR : Record national (national record) - OR : Record olympique (olympic record) - PR : Record paralympique (paralympic record) - PB : Record personnel (personal best) - SB : Meilleure performance personnelle de la saison (season's best) - WL : Meilleure performance mondiale de l'année (world leader) - WJR : Record du monde junior (world junior record) - WR : Record du monde (world record) Circonstances et Conditions - DNF : N'a pas terminé (did not finish) - DNS : N'a pas pris le départ (did not start) - DQ : Disqualification (disqualification) - NM : Aucun essai valable enregistré (No Mark) - Q : Qualifié « directement » au prochain tour (ou à la prochaine compétition), lors d'une compétition majeure, grâce au classement ou à la réalisation des minima (automatic qualifier) - q : Qualifié au prochain tour (ou à la prochaine compétition), lors d'une compétition majeure, grâce au repêchage ou à la réalisation de l'une des meilleures performances parmi celles des « non qualifiés directement » (grâce au meilleur temps ou à la meilleure distance par exemple) (secondary qualifier) | |                                                                                       |                                                                                             |

## Classement général
| Rang | Équipe continentale  | Points       |
| ---- | -------------------- | ------------ |
| 1    | Europe (EUR)         | 447,5 points |
| 2    | Amériques (AME)      | 390,0 points |
| 3    | Afrique (AFR)        | 339,0 points |
| 4    | Asie-Pacifique (APA) | 257,5 points |

### Tableau des médailles
| Rang | Nation         | Or | Argent | Bronze | Total |
| ---- | -------------- | -- | ------ | ------ | ----- |
| 1    | Europe         | 16 | 13     | 16     | 45    |
| 2    | Ameriques      | 12 | 15     | 9      | 36    |
| 3    | Afrique        | 11 | 8      | 6      | 25    |
| 4    | Asie / Océanie | 1  | 4      | 9      | 14    |
|      | TOTAL          | 40 | 40     | 41     | 121   |